# Alexander Alexandrowitsch Goroschanski
Alexander Alexandrowitsch Goroschanski (russisch Александр Александрович Горошанский; * 28. März 1986 in Moskau, Russische SFSR) ist ein russischer Eishockeyspieler, der seit 2012 bei Toros Neftekamsk in der Wysschaja Hockey-Liga unter Vertrag steht.

## Karriere
Alexander Goroschanski begann seine Karriere als Eishockeyspieler in seiner Heimatstadt bei Krylja Sowetow Moskau, für dessen zweite Mannschaft er von 2003 bis 2005 in der drittklassigen Perwaja Liga aktiv war. In der Saison 2004/05 kam er zudem erstmals für Krylja Sowetows Profimannschaft in der Wysschaja Liga, der zweiten russischen Spielklasse, zum Einsatz. Mit seinem Team gelang ihm 2006 der Aufstieg in die Superliga. In dieser kam er in 29 Spielen zu vier Toren und zwei Vorlagen, ehe er vom Stadtnachbarn und Ligarivalen HK Dynamo Moskau verpflichtet wurde, der zur Saison 2008/09 in die neu gegründete Kontinentale Hockey-Liga aufgenommen wurde. In dieser erzielte er in seiner ersten KHL-Spielzeit in insgesamt 38 Spielen fünf Tore und gab drei Vorlagen. 
In der Saison 2009/10 spielte Goroschanski für das KHL-Team von Amur Chabarowsk, bevor er die zweite Jahreshälfte 2010 beim HK Sarow in der Wysschaja Hockey-Liga verbrachte. Ende Dezember 2010 wurde er von Torpedo Nischni Nowgorod verpflichtet, spielte aber weiterhin parallel für den HK Sarow.

## Erfolge und Auszeichnungen
- 2006 Aufstieg in die Superliga mit Krylja Sowetow Moskau

## KHL-Statistik
(Stand: Ende der Saison 2010/11)